# 神田より子
神田 より子（かんだ よりこ、1947年 - ）は、日本の民俗学者・文化人類学者。敬和学園大学名誉教授。日本山岳修験学会、民俗芸能学会理事。日本宗教学会評議員。

## 経歴・人物
埼玉県大宮市（現:さいたま市）出身。慶應義塾大学文学部卒業。同大学院社会学研究科博士課程修了。慶大では池田彌三郎、宮家準に師事。1999年慶應義塾大学より博士（社会学）の学位を取得。民俗芸能と修験道の研究に従事し、女性と芸能と宗教をテーマとして日本各地で調査を行う。1992年に敬和学園大学助教授、人文学部国際文化学科教授。2018年、敬和学園大学退官、名誉教授。

## 受賞
- 2001年 日本山岳修験学会賞

## 著書

### 単著
- 『神子の家の女たち』東京堂出版 1992 ISBN 978-4490201987
- 『神子と修験の宗教民俗学的研究』岩田書院 2001 ISBN 978-4872941999
- 『鳥海山修験 山麓の生活と信仰』岩田書院 2018

### 編著
- 『陸中沿岸地方の廻り神楽報告書』宮古市教育委員会 1999
- 『黒森歌舞伎 資料編 1 無形民俗文化財調査報告書』酒田市教育委員会 2003
- 『黒森歌舞伎 研究編 2 無形民俗文化財調査報告書』酒田市教育委員会 2003
- 『鳥海山麓遊佐の民俗』遊佐町教育委員会 2006
- 『南部切田神楽調査報告書』十和田市教育委員会 2009

### 共編著
- 宮古市教育委員会『宮古市史 民俗編』上・下、宮古市 1994
- 『日本民俗大辞典』上・下、福田アジオ、新谷尚紀,湯川洋司,中込睦子,渡邊欣雄共編 吉川弘文館 1999・2000 ISBN 978-4642013321 ISBN 978-4642013338
- 『精選日本民俗辞典』福田アジオ、新谷尚紀,湯川洋司,中込睦子,渡邊欣雄共編 吉川弘文館 2006 ISBN 978-4642014328
- 『民俗小事典 神事と芸能』俵木悟共編 吉川弘文館 2010 ISBN 978-4642080446